# Civilisation (roman)
Pour les articles homonymes, voir Civilisation (homonymie).
Ne doit pas être confondu avec Civilizations (roman).
Civilisation est le deuxième roman de Georges Duhamel publié au Mercure de France en avril 1918 et récompensé la même année par le prix Goncourt. En 1919, il est cité comme l'un des dix meilleurs romans sur la Première Guerre mondiale.

## Historique du roman
En 1914, au début de la Première Guerre mondiale, Georges Duhamel, médecin et homme de lettres, décide de s'engager dans le service actif alors qu'il avait auparavant bénéficié d'une réforme médicale. Il veut faire don de lui-même et partager les épreuves des hommes de sa génération. Durant tout le conflit, Georges Duhamel exerce les fonctions de chirurgien au sein des ambulances mobiles ou « autochir », dans des situations souvent très exposées. Il voit ainsi mourir des milliers d'hommes pour lesquels le chirurgien ne peut rien. Durant l'hiver 1915, alors qu'il exerce près du front de Champagne, il décide de raconter les épreuves que les blessés subissent. Quand la guerre lui laisse un peu de repos, il écrit des récits brefs et simples où il donne la parole à de simples soldats. Vie des martyrs paru en 1917 est un ensemble de ces récits. En même temps, Duhamel entreprend la rédaction de Civilisation qui est un témoignage sur les ravages de la guerre. Il décrit les absurdités administratives et le renversement des valeurs morales. Duhamel pense que la guerre est le « résultat normal » de la civilisation industrielle, fierté de l'Occident.
Le livre, dédié à Charles Viannay, paraît en avril 1918. Duhamel a renoncé à le publier sous son nom et choisi le pseudonyme de Denis Thévenin car il ne veut pas être accusé de profiter de la guerre pour faire de la littérature. Le livre n'est pratiquement pas censuré. Les critiques sont élogieuses : Le Temps écrit « La laideur et l'atrocité de la guerre éclatent à chaque page, avec la tendresse et la vénération pour les victimes innocentes ». L'Éveil, un journal de gauche parle du roman en ces termes : « Ce grand et beau livre, profondément humain [...] portera témoignage devant l'histoire contre cette abominable guerre et pour notre peuple héroïque ». Romain Rolland parle de « l'œuvre la plus parfaite que la guerre ait inspirée en France avec Vie des martyrs ». Seulement quelques voix regrettent l'amertume et l'ironie du roman, préférant la compassion exprimée dans Vie des martyrs.
Le livre est retenu par l'académie Goncourt en 1918 avec Kœnigsmark de Pierre Benoit, Les Silences du colonel Bramble d'André Maurois et Simon le Pathétique de Jean Giraudoux. Le 11 décembre 1918 le livre reçoit le prix Goncourt par six voix contre quatre à Pierre Benoit,,.
Le roman Civilisation est réédité de nombreuses fois et traduit en plusieurs langues dont l'allemand. En 1919, trois journaux dont L'Humanité se lancent dans une grande enquête sur les dix meilleurs livres de guerre. Les deux livres de Duhamel sont très souvent cités ainsi que Le Feu d'Henri Barbusse et Les Croix de bois de Roland Dorgelès.
Durant la Seconde Guerre mondiale, ce roman est immédiatement interdit de publication par la Gestapo dès 1940 et mis, avec deux autres ouvrages de Duhamel, sur la liste Bernhard ; quelques mois plus tard c'est l'ensemble de l'œuvre de Duhamel qui est inscrite sur la liste Otto.

## Résumé
Grâce à une succession de scènes se déroulant sur l'arrière du front Nord entre 1915 et 1917, Civilisation dépeint de manière crue les hommes et leurs tourments, les administrations et leurs logiques propres, la médecine et les progrès de la science lors de la Première Guerre mondiale. Au sein de l'armée française enlisée dans une guerre de tranchées, un narrateur, ancien professeur de mathématique, engagé volontaire comme brancardier tour à tour sur le front ou dans les hôpitaux de l'armée, raconte son expérience et les hommes qu'il côtoie. L'incrédulité devant cette boucherie humaine et l'absurdité des armées le mènent, comme beaucoup d'hommes à cette époque, à faire une description souvent très ironique et impertinente sur la société française et européenne en général. Le roman met en exergue, dans un style johannique, la phrase finale :

« Je vous le dis, en vérité, la civilisation n'est pas dans cet objet, pas plus que dans les pinces brillantes dont se servait le chirurgien. La civilisation n'est pas dans toute cette pacotille terrible ; et, si elle n'est pas dans le cœur des hommes, eh bien ! elle n'est nulle part. »

— Georges Duhamel

## Éditions et principales traductions
- Mercure de France, 1918 ; rééd. 1925 et 1993  (ISBN 2-7152-1841-9)
- Georges Crès, coll. « Les maîtres du livres », 1921
- Librairie Arthème Fayard, coll. « Le Livre de demain » no 52, avec 50 bois originaux de Raymond Thiollière, 1932
- in Vie des martyrs (et autres récits des Temps de guerre), éditions Omnibus, 2005  (ISBN 978-2-258-06684-7)
- Nabu Press, 2012  (ISBN 978-1272950675)
- (en) Civilization: 1914-1917, trad. Georges Brooks, éd. The Century Co., 1919 ; rééd. West Richard, 1978  (ISBN 978-0849206726) ; rééd. Nabu Press, 2010  (ISBN 978-1177476669)
- (sv) Civilisation, trad. Ulla Fogde, éd. Helsingfors, 1919 (OCLC 488372648)
- (no) Civilisation, trad. Margarete Bonnevie, éd. Helge Erichsen, Kristiania, 1922 (OCLC 492480361)
- (ru) Цивилизация и другие рассказы, trad. Marka L. Slonima, éd. Plamja, Praga, 1924 (OCLC 490882297)
- (zh) 文明/法国.杜哈曼著;傅雷译, trad. Fu Lei et Xun Gin Pang, éd. Nan guo chu ban she, Shanghaï, 1947 (OCLC 705929738)
- (nl) Civilisatie 1914-1917. Arts aan het front van WOI, trad. Mechtild Claessens, éd. De Arbeiderspers, Amsterdam/Antwerpen, 2007  (ISBN 978-90-295-6429-8)